# Die Roboter
Die Roboter (titolo internazionale: The Robots) è un singolo del gruppo musicale tedesco Kraftwerk, pubblicato nel 1978 come estratto dall'album Die Mensch-Maschine.

## Descrizione

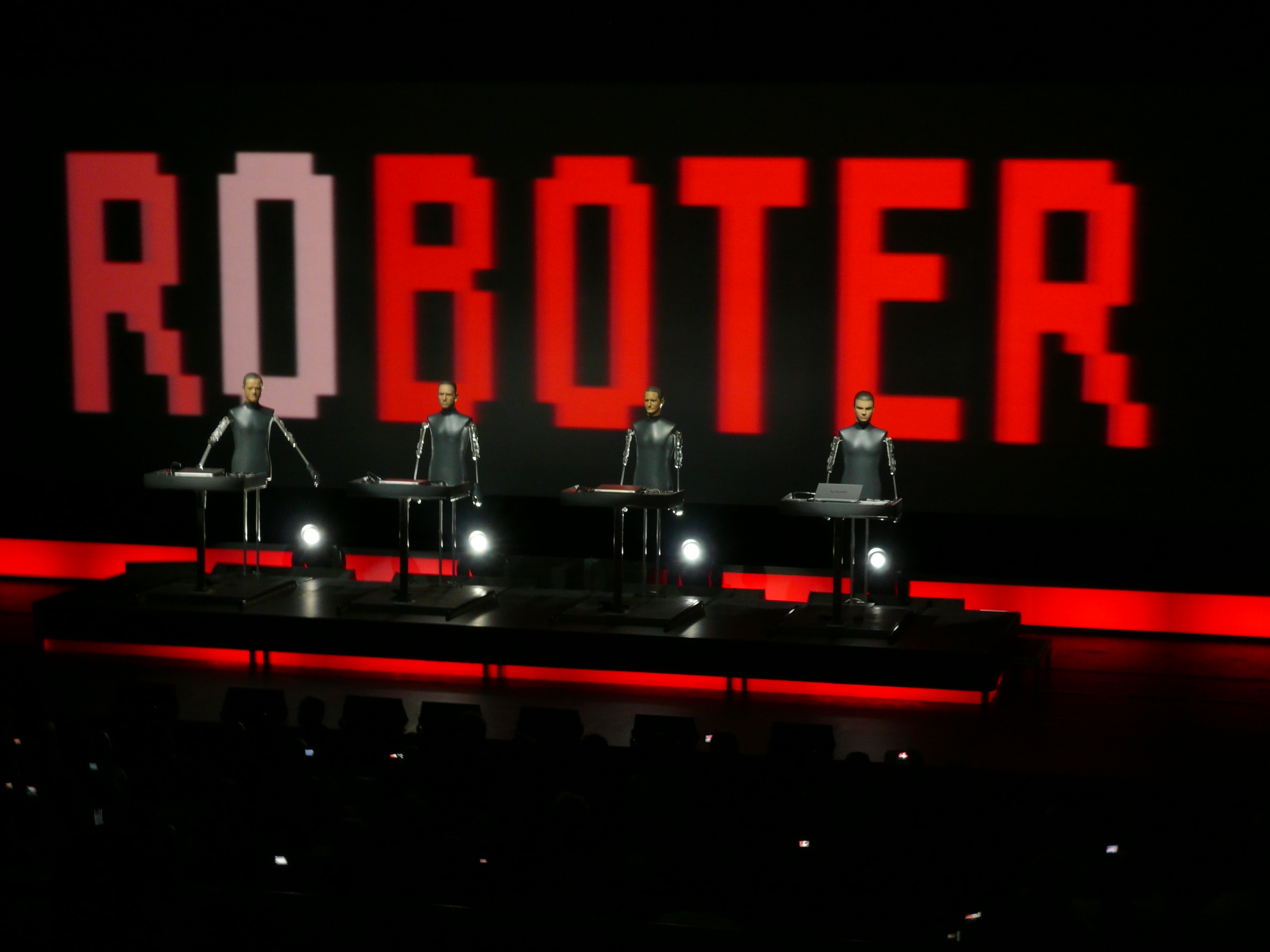
Die Roboter durante un'esibizione dal vivo a Wolfsburg nel 2009

Il brano comprende un tema principale, composto da Ralf Hütter e Karl Bartos, e alcune sezioni (compresa l'introduzione) caratterizzate da effetti sonori, dove vi è la mano e l'inventiva di Florian Schneider, oltre che degli stessi Hütter e Bartos.
Il riff principale del brano è stato creato da Hütter ed eseguito da Bartos.
Il testo del brano esalta le recenti scoperte della robotica, e di come gli umani possano trarne beneficio. Le frasi in russo "Я твой слуга"?, "Ya tvoi sluga" ("Sono il tuo servo"), e "Я твой работник", traslitterato "Ya tvoi rabotnik" ("Sono il tuo operaio"), fungono da ponte per il ritornello, e vengono recitate sopra la ripetizione dell'introduzione. Il resto del testo viene cantato da Hütter e Schneider attraverso un vocoder. Il famoso ritornello in inglese "We are the Robots" ("Siamo i robot") è stato usato da Wolfgang Flür, ex membro dei Kraftwerk, per il titolo del suo libro Kraftwerk. We are the Robots, pubblicato nel 2003.
Quando la canzone veniva eseguita dal vivo, la band veniva sostituita da dei robot con le loro fattezze. Il modo in cui entravano in scena i robot non era sempre uguale. Ad esempio, in uno spettacolo del 1997, i simulacri erano "quattro corpi senza gambe che scendevano dall'impianto di illuminazione", oppure, sempre nello stesso anno i robot "erano sospesi in aria e ballavano a tempo di musica". I robot vennero commissionati dai Kraftwerk e successivamente realizzati da un'azienda di manichini di Desio, in Lombardia. I circuiti elettronici che, tramite protocollo MIDI, sincronizzavano i movimenti dei lembi dei robot con la musica, vennero realizzati in Francia.
Un remix del brano è stato fatto nel 1991 ed è stato estratto come singolo dall'album The Mix.

## Tracce (parziale)
7" (Germania)
1. Die Roboter – 4:20
2. Spacelab – 3:34

7" (Resto del mondo)
1. The Robots – 4:20
2. Spacelab – 3:34

7" (Giappone)
1. The Robots
2. Trans-Europe Express

EP (Brasile)
- Lato A

1. The Robots
2. Spacelab – 5:51

- Lato B

1. The Model – 3:38
2. Neon Lights – 9:03

## Formazione
Gruppo
- Ralf Hütter –  vocoder, voce, sintetizzatore, Synthanorma Sequenzer,
- Florian Schneider – vocoder, sintetizzatore, elettronica
- Karl Bartos – sintetizzatore, drum machine
- Wolfgang Flür – percussioni elettroniche

Produzione
- Ralf Hütter – produzione
- Florian Schneider – produzione
- Joschko Rudas - ingegneria del suono
- Leonard Jackson - ingegneria del suono
- Henning Schmitz – assistenza all'ingegneria del suono

## Versione diThe Mix
Die Roboter viene riedito nel 1991 come estratto dal decimo album in studio The Mix.

### Tracce
7" (Germania)
1. Die Roboter (Single Edit) – 3:43
2. Robotronik (Kling Klang Mix) – 4:51

CD
1. Die Roboter (Single Edit)) – 3:43
2. Robotnik (Kling Klang Mix) – 7:41
3. Robotronik (Kling Klang Mix) – 4:51

7" (Regno Unito)
1. I Robot (Single Edit) – 3:43
2. Robotronik (Single Version) – 3:46

### Formazione
- Ralf Hütter – voce, vocoder, Synclavier
- Florian Schneider – Votrax, effetti, sintetizzatore
- Fritz Hilpert – missaggio dati musicali